# Aranyhasú légy
Az aranyhasú légy (Melanogaster) a zengőlegyek (Syrphoidea) öregcsaládjában a névadó zengőlégyfélék (Syrphidae)család herelégyfélék (Eristalinae) alcsaládjába sorolt fanedvlégy-rokonúak (Brachyopini) nemzetségének egyik neme a 2020-as évek közepére 16 leírt fajjal.

## Származása, elterjedése
Fajai a palearktikus faunatartományban élnek Kelet-Szibériától Észak-Afrikáig.
Magyarországon 2017-ig négy faját gyűjtötték:
- Melanogaster aerosa (Melanogaster macquarti),
- ritka aranyhasú légy (Melanogaster curvistylus),
- hosszúszőrű aranyhasú légy (Melanogaster hirtella),
- kis aranyhasú légy (Melanogaster nuda).[1]

## Megjelenése, felépítése
5–8 mm-es, zömök, fekete, gyakran fémes-zöldes fényű zengőlégy. Különösen potrohának hasoldala fénylik.
Csápjának 3. íze sötét, rendszerint fekete. A hímek arcdudora általában fejlett, a szemük érintkezik.

## Életmódja, élőhelye
Imágói rendszerint vizes élőhelyeken vagy azok környékén találhatók. Lárvái növényzetben gazdag vizekben vagy nedves talajban, iszapban fejlődnek. Az oxigént hátulsó légzőnyílásukon nyerik növények szöveteiből.

## Válogatott fajok
- Melanogaster inornata (Loew, 1854)
- Melanogaster jaroslavensis (Stackelberg, 1922)
- Melanogaster nigricans (Stackelberg, 1922)
- Melanogaster parumplicata (Loew, 1840)
- Melanogaster pollinifacies (Violovitsh, 1956)
- Melanogaster stackelbergi (Violovitsh, 1978)
- Melanogaster tumescens (Loew, 1873)

## Fordítás
Ez a szócikk részben vagy egészben  a   Melanogaster (fly) című angol Wikipédia-szócikk ezen változatának fordításán alapul.  Az eredeti cikk szerkesztőit annak laptörténete sorolja fel. Ez a jelzés csupán a megfogalmazás eredetét és a szerzői jogokat jelzi, nem szolgál a cikkben szereplő információk forrásmegjelöléseként.